# Tongcshon kogurjói király
Tongcshon (Dongcheon) vagy Tongjang (Dongyang) (209–248) az ókori Kogurjo (Goguryeo) állam tizenegyedik királya volt.

## Élete
Szanszang (Sansang) király fiaként jött világra Uügo (우위거, Uwigo) néven. Anyja egy alacsony rangú ágyas volt.
238-ban a kínai három királyság egyikével, Vej (Wei)jel lépett szövetségre, hogy elmozdítsák hatalmából a Liaotung (Liaodong) félszigetet uraló Kungszun Jüan (Gongsun Yuan)t. A hadjárat sikeres volt, azonban ezt követően Vej (Wei) ellenséggé lépett elő.
Ahogy Kogurjo (Goguryeo) megszilárdult, elkezdte visszafoglalni a korábbi koreai területeket, melyek kínai uralom alatt voltak. 242-ben kitört a háború Vej (Wei)jel, azonban a kínaiak visszaverték a támadást, lerombolták Hvando (Hwando) várát 244-ben, a király kénytelen volt elhagyni a fővárost. 246-ban új fővárost hozott létre Phjongjang (Pyeongyang)ban, azonban a város pontos helye vita tárgyát képezi. A Szamguk szagi (Samguk sagi) szerint ezt követően a király hű tábornoka, Ju Ju (유유, 紐由, Yu Yu) ajándékot vitt a Vej (Wei) parancsnoknak behódolásuk jeléül, aki elhitte, hogy a kogurjóiak (goguryeóiak) megadták magukat. Ekkor Ju Ju (Yu Yu) kést rántott és megölte a parancsnokot, majd saját magát is. A feljegyzés szerint ez összezavarta a kínaiakat, és ezt kihasználva a koreai seregnek sikerült legyőznie őket és visszaszereznie területeket. Ennek azonban nincs nyoma kínai feljegyzésekben, és egyes kutatók szerint csupán legenda.
A trónon a fia, Ko Jonbul (Go Yeonbul) követte.

## Fordítás
Ez a szócikk részben vagy egészben  a   Dongcheon of Goguryeo című angol Wikipédia-szócikk fordításán alapul.  Az eredeti cikk szerkesztőit annak laptörténete sorolja fel. Ez a jelzés csupán a megfogalmazás eredetét és a szerzői jogokat jelzi, nem szolgál a cikkben szereplő információk forrásmegjelöléseként.
| Előző uralkodó: Szanszang (Sansang) | Kogurjo királya 227–248 | Következő uralkodó: Csungcshon (Jungcheon ) |